# Leila Lahssaini
Leila Lahssaini (Ukkel, 25 maart 1987) is een Belgisch advocate en marxistisch politica voor de PTB.

## Levensloop
Lahssaini, die Marokkaanse roots heeft, behaalde in 2010 een master in de rechten aan de ULB en in 2011 een master in publiek internationaal recht. Ook volgde ze cursussen internationaal recht aan de Universiteit van Amsterdam.
Ze werd beroepshalve advocate en specialiseerde zich in de verdediging van het arbeidsrecht en het stakingsrecht, de strijd tegen sociale dumping, sociale gelijkheid tussen mannen en vrouwen en bestrijding van discriminatie op de werkvloer. Sinds 2014 is Lahssaini als advocate actief bij het aan PVDA gelieerde Progress Lawyers Network. Ze is ook lid van het netwerk European Lawyers for Workers Network.
Sinds de lokale verkiezingen van oktober 2018 is ze gemeenteraadslid van Schaarbeek. Bij de verkiezingen van mei 2019 werd Lahssaini verkozen in het Brussels Hoofdstedelijk Parlement, waar ze toetrad tot de commissie Binnenlandse Zaken. Als lid van de Franstalige taalgroep in deze assemblee kwam ze eveneens in het Parlement francophone bruxellois terecht, waar ze in 2019 korte tijd fractievoorzitter was voor haar partij. Lahssaini bleef parlementslid tot in juni 2024.
Bij de federale verkiezingen van juni 2024 werd ze twaalfde op de PVDA-PTB-lijst in de kieskring Brussel-Hoofdstad, maar ze werd niet verkozen.